# Semo La
Semo La (kin. 桑木拉大坂) je planinski prijevoj na Tibetu, Kina. Visok je 5.565 metara.
On se smatra najvišjim planinski prijevojem na svijetu. Cesta nije asfaltirana, iako se vozi kamionima po njoj.